# Florian Staub
Florian Staub (ur. 1 października 1990) – szwajcarski szpadzista, brązowy medalista mistrzostw świata.
W 2010 roku zdobył brąz drużynowo na mistrzostwach świata juniorów w Baku.
Podczas mistrzostw świata w Katanii w 2011 roku Szwajcarzy w składzie: Fabian Kauter, Max Heinzer, Benjamin Steffen i Florian Staub zdobyli brązowy medal w zawodach drużynowych. W tej samej konkurencji był też dziewiąty na mistrzostwach świata w Budapeszcie (2013).
Ponadto zdobył złote medale w turnieju drużynowym na mistrzostwach Europy w Legnano (2012) i mistrzostwach Europy w Zagrzebiu (2013). 
Nigdy nie wziął udziału w igrzyskach olimpijskich.